# Primordia
Primordia è un videogioco d'avventura pubblicato nel 2012 da Wadjet Eye Games per Microsoft Windows.
Originariamente distribuito da Steam tramite Steam Greenlight, nonostante un iniziale rifiuto, il videogioco è stato apprezzato dalla critica e nel 2013 ha ricevuto un racconto spin-off dal titolo Fallen, ambientato nello stesso scenario post-apocalittico del gioco.

## Trama
In un mondo privo di essere umani, Primordia ruota attorno alle avventure del robot Horatio Nullbuilt e del suo drone Crispin Horatiobuilt.